# Hans Hellmut Kirst
Hans Hellmut Kirst, nemški častnik, zgodovinar, novinar in pisatelj, * 5. december 1914, Osterode (današnja Ostróda), Vzhodna Prusija, † 23. februar 1989, Werdum, Vzhodna Frizija.
Kirst je eden najbolj znanih avtorjev s področja zgodovinskega romanopisja druge svetovne vojne.

## Dela
Opomba: V oklepaju je naslov prevedenega dela, če le-ta obstaja.
Romani
- Wir nannten ihn Galgenstrick, 1950 (Pravili smo mu obešenjak)
- Aufruhr in einer kleinen Stadt, 1953
- Sagten Sie Gerechtigkeit, Captain?, 1954
- 08/15, 1954
  - 1. Band: 08/15 in der Kaserne (08-15. 1, Pustolovski upor poddesetnika Ascha)
  - 2. Band: 08/15 im Krieg (08-15. 2, Nenavadna doživetja vojaka Ascha)
  - 3. Band: 08/15 bis zum Ende (08-15. 3, Nevarna končna zmaga vojaka Ascha)
- Die letzte Karte spielt der Tod, 1955 (Zadnjo karto izigra smrt)
- Gott schläft in Masuren, 1956
- Fabrik der Offiziere, 1960 (Tovarna oficirjev)
- Kameraden, 1962 (Umor iz tovarištva)
- Die Nacht der Generale, 1962 (Noč generalov)
- 08/15 heute, 1963 (08/15 danes)
- Bilanz der Traumfabrik, 1963
- Die Wölfe, 1967 (Volkovi)
- Kein Vaterland, 1968 (Brez domovine)
- Deutschland deine Ostpreußen, 1968
- Heinz Rühmann, 1969
- Faustrecht, 1969 (Pravica pesti)
- Aufstand der Soldaten, 1969 (Upor vojakov)
- Verdammt zum Erfolg, 1971 (Obsojeni na uspeh)
- Verurteilt zur Wahrheit, 1971 (Obsojeni na resnico)
- Verfolgt vom Schicksal, 1973 (Od usode prekleti)
- Alles hat seinen Preis, 1974 (Vse ima svojo ceno)
- Keiner kommt davon,1975
- Generals-Affären, 1977 (Generalska afera)
- 08/15 in der Partei, 1978 (08/15 v stranki)
- Der unheimliche Freund, 1979
- Der Nachkriegssieger, 1979 (Povojni zmagovalec)
- Eine Falle aus Papier, 1981
- Bedenkliche Begegnung, 1982
- Geld - Geld - Geld, 1982
- Die gefährliche Wahrheit, 1984 (Nevarna resnica)
- Die seltsamen Menschen von Maulen, 1984
- Geschieden durch den Tod, 1987
- Letzte Station Camp 7 (Zadnja postaja),
- Mit diesen meinen Händen,
- Held im Turm, (Junak v stolpu)
- Aufruhr in einer kleinen Stadt, (Nemir v malem mestu)
- Kultura 5 und der Rote Morgen,
- Die Nächte der langen Messer, (Noči dolgih nožev)
- Ende ´45, (Konec 1945)
- Ausverkauf der Helden, (Razprodaja herojev)
- Blitzmädel (Dekleta v uniformi),
- Glück läßt sich nicht kaufen,
- Hund mit Mann - Bericht über einen Freund,

Drame
- Auch dem Gesindel spielen Flöten, Komödie, 1947
- Galgenstrick, Schauspiel, 1948
- Aufstand der Offiziere, (režija: Erwin Piscator), 1966

Avtobiografije
- Das Schaf im Wolfspelz. Ein deutsches Leben. Biographische Versuchungen 1945 bis 1957, 1985